# Oostelijke Polders
Oostelijke Polders es uno de los cinco ressorts en los que se divide el distrito de Nickerie, en Surinam.
Limita al norte con el Océano Atlántico, al oriente y al sur con el ressort de Groot Henar y al occidente con los ressorts Westelijke Polders y Nieuw Nickerie.
Para el 2004, Oostelijke Polders según cifras de la Oficina Central de Asuntos Civiles (CBB), tenía 6778 habitantes.